# Territoriale prelatuur Huamachuco
De territoriale prelatuur Huamachuco (Latijn: Praelatura Territorialis Huamaciucana) is een rooms-katholieke territoriale prelatuur met als zetel Huamachuco, in Peru. De territoriale prelatuur is suffragaan aan het aartsbisdom Trujillo. Alle prelaten tot heden (2024) waren lid van de Derde Orde van Sint-Franciscus. 

## Geschiedenis
De territoriale prelatuur werd opgericht op 4 december 1961, uit delen van het aartsbisdom Trujillo. 

## Parochies
De territoriale prelatuur had in 2021 een oppervlakte van 7.918 km2 en telde 249.385 inwoners waarvan 91,2% rooms-katholiek was.

## Prelaten
- Damián Nicolau Roig (23 oktober 1963 - 13 september 1981)
- Sebastián Ramis Torrens (13 november 1990 - 7 augustus 2018)
  - Emiliano Antonio Cisneros Martínez (apostolisch administrator: 7 augustus 2018 - 26 juli 2019)
- Pascual Benjamín Rivera Montoya (30 maart 2021 - heden; apostolisch administrator sinds 26 juli 2019)

Trujillo (aartsbisdom) · Cajamarca · Chimbote · Huamachuco (territoriale prelatuur) · Huaraz · Huarí · Moyobamba (territoriale prelatuur)